# Peter Fiala
Peter Fiala (* 21. Februar 1939 in Wien) ist ein österreichischer Offizier und Militärhistoriker. Er war stellvertretender Leiter der Österreichischen Militärbibliothek.

## Leben
Nach der Matura 1957 am Realgymnasium in Wien studierte er Chemie (1957/58), Medizin (1958–1962) und Philosophie (1962–1966) an der Universität Wien. 1969 wurde er am dortigen Institut für Zeitgeschichte mit der Dissertation Führungsprobleme und Führerverantwortlichkeit bei der österreich-ungarischen Offensive in Venetien Juni 1918 zum Dr. phil. promoviert. Er war ein Schüler des Zeithistorikers Ludwig Jedlicka.
1958 leistete Fiala Präsenzdienst bei der Brigadestabskompanie 2 in Wien und beim Technischen Kontrolldienst (TKD) des österreichischen Bundesheeres. Er wurde zum Spezialfunker, d. h. Horchfunker, ausgebildet und absolvierte den Reserveoffizieranwärterkurs. Von 1959 bis 1967 war er als Reservist beim TKD und in der Fernmeldeaufklärung (Fernmeldeaufklärungsbataillon) tätig. 1965 erfolgte die Beförderung zum Leutnant der Reserve, nach mehreren Waffenübungen 1978 zum Major der Reserve. Seine letzte Mobilmachungsverwendung war als 1. Kommandotagebuchoffizier im Armeekommando. 1985 wurde er Oberst des höheren militärfachlichen Dienstes (dhmfD) des Milizstandes.
1966 trat er für wenige Monate in den Höheren Bibliotheksdienst der Österreichischen Nationalbibliothek in Wien ein. 1967 wechselte er in die Militärwissenschaftliche Abteilung des Heeresgeschichtlichen Museums in Wien. Von 1968 bis 1998 war er in verschiedenen Abteilungen im Bundesministerium für Landesverteidigung in Wien tätig. Er arbeitete u. a. in der Staats- und Wehrpolitischen Ausbildung. 1987 wurde er Ministerialrat. Zuletzt war der Hofrat stellvertretender Leiter der Österreichischen Militärbibliothek im Verteidigungsministerium in Wien.
Er ist Mitglied der Stiftung-Ludwig-Jedlicka-Preis.

## Werk
Johannes Fischer (MGFA) attestiert Fiala (Die letzte Offensive Altösterreichs, 1967) eine „exakte und übersichtliche Schilderung“ der Piaveschlacht. Im Unterschied zu Generalstabsdarstellungen strebe er „geschichtswissenschaftliche[] Erkenntnis“ an. Für den Militärhistoriker Johann Christoph Allmayer-Beck habe der Autor bei seiner Dissertation eine „wahrscheinlich fast vollständig[e]“ Auswertung von Quellenmaterialien vorgenommen. Mitunter sei aber eine unausgeglichene Darstellung zu konstatieren: Fiala fälle einerseits „scharfe Urteile“ über die militärische Führung, anderseits gebe es eine Schwierigkeit bei den eigenen operativ-taktischen Erfahrungswerten des Autors. Er belege oftmals seine gegen Franz Conrad von Hötzendorf gerichteten Betrachtungen mit „parteiischen“ Zeugen. Seine Arbeit als Autor und Herausgeber gilt in der Gesamtschau als „wertvoll“ (Peter Broucek/Kurt Peball), zu nennen ist die Bearbeitung des Kiszling-Manuskripts Die hohe Führung der Heere Habsburg im Ersten Weltkrieg (1977). Weiterhin verantwortete Fiala die ältere BMLV-Publikation Traditionspflege im österreichischen Bundesheer (1968) mit, die sich gegen „Konventionen“ und „Hurra Patriotismus“ wandte sowie auf „ethische Werte“ und ihre Träger bedacht war. Vermittelt werden sollte die Tradition demnach im Unterricht. Broucek und Peball galt sie als „Jedlickas wichtigster Anstoß“ seines Entwurfs zur Militärgeschichte Österreichs.

## Auszeichnungen
- Goldenes und Großes Ehrenzeichen für Verdienste um die Republik Österreich[6]
- Wehrdienstzeichen 3., 2. und 1. Klasse[6]
- Wehrdienstmedaille in Bronze, Silber und Gold[6]

## Schriften (Auswahl)
- Die letzte Offensive Altösterreichs. Führungsprobleme und Führerverantwortlichkeit bei der österreichisch-ungarischen Offensive in Venetien, Juni 1918 (= Wehrwissenschaftliche Forschungen / Abteilung Militärgeschichtliche Studien. 3). Boldt, Boppard am Rhein 1967. (= zugl. Dissertation, Universität Wien, 1965)
- Der Kärntner Abwehrkampf. Eine militärhistorische Würdigung zum 50. Jahrestag der Kärntner Volksabstimmung am 10. Oktober 1920. Bundesministerium für Landesverteidigung, Wien 1970.
- mit Kurt Ragas: Das Burgenland. Eine Würdigung anläßlich seines 50 jährigen Bestehens als Bundesland der Republik Österreich. Bundesministerium für Landesverteidigung, Wien 1971.
- Feldmarschall Conrad von Hötzendorf (1852–1925). Eine Würdigung des großen österreichischen Heerführers zu seinem 120. Geburtstag am 11. November 1972. Bundesministerium für Landesverteidigung, Wien 1972.
- (Bearb.): Rudolf Kiszling: Die hohe Führung der Heere Habsburg im Ersten Weltkrieg. Bundesministerium für Landesverteidigung, Wien 1979.
- 1918: il Piave. L’ultima offensiva della duplice monarchia. Arcana, Mailand 1982, ISBN 88-85008-49-6.
- Il feldmaresciallo Franz Conrad von Hötzendorf. Biografia storico-militare 1852–1925. Rossato, Novate di Valdagno 1990, ISBN 88-8130-011-7.